# Фарфоровая мануфактура Франкенталь

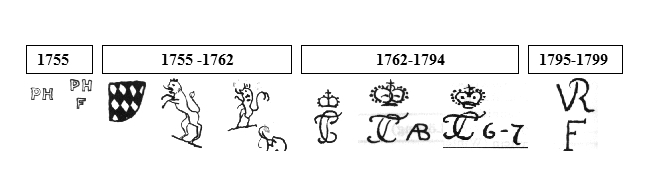
Марки мануфактуры

Фарфоровая мануфактура Франкенталь (нем. Porzellanmanufaktur Frankenthal) — одна из ранних западноевропейских фарфоровых мануфактур XVIII века. Основана в 1755 году в Германии, в городе Франкенталь (нем. Frankenthal (Pfalz)) в земле Рейнланд-Пфальц. Мануфактура была закрыта в 1800 году.
Маркой мануфактуры вначале, с 1755 года, была «PH» или «PHF» (инициалы первого производителя Пауля Ханнонга из Страсбурга). В том же году появилась маркировка подглазурным синим с изображением щита с ромбами из герба Виттельсбахов, затем — льва с инициалами П. Ханнонга (PH) или Иоганна Адама Ханнонга (JAH). С 1762 года была введена маркировка короной курфюрста над инициалами Карла Теодора, курфюрста Пфальца. После того, как мануфактура перешла к семье ван Рекюм (1795), маркировка выполнялась синим подглазурным: «VR» или «VRF» и другими знаками.

## История
26 мая 1755 года Пфальцский курфюрст Карл Теодор дал привилегию арканисту (мастеру, владевшему «тайной» производства фарфора) Паулю (Полю-Антуану) Ханнонгу (Paul Hannong, 1700—1760) на основание фарфорового производства. Ранее, с 1751 года, Ханнонг производил настоящий твёрдый фарфор в Страсбургe. Однако французский король Людовик XV, опасаясь конкуренции с французскими производителями, запретил в 1754 году дальнейшее производство фарфора в этом городе. Семья Ханнонг управляла мануфактурой во Франкентале в течение семи лет. Руководить производством основатель доверил своему сыну Шарлю (Карлу)-Франсуа, после смерти которого в 1759 году заведование взял на себя его младший брат Жозеф-Адам. В 1762 году мануфактуру приобрёл курфюрст, а в 1795 году сдал её в аренду братьям ван Рекюм.
Техническое руководство с 1762 по 1770 год осуществлял Адам Бергдоль (Adam Bergdoll), затем Ганс Симон Файльнер (Фейльнер). На мануфактуре работало до ста человек. Но из всех крупных немецких производителей фарфора мануфактура во Франкентале оказалась самой недолговечной. Наполеоновские войны положили конец производству. Франкенталь был оккупирован французами в 1794 году, фабрику закрыли в 1799 году. Владелец Иоганн Непомук ван Рекюм перенёс всё оборудование на фабрику по производству керамических изделий в Гертвиллере. Официально мануфактура прекратила работу 27 мая 1800 года по указу баварского курфюрста. Однако за сорок четыре года своего существования в художественном отношении мануфактура Франкенталь оказалась одной из самых значительных в Германии.

## Продукция мануфактуры
В период 1755—1761 годов скульптором-модельером мануфактуры был Иоганн Вильгельм Ланц (1725—1764). Он создавал отдельные фигурки и группы в стиле рококо на пасторальные сюжеты по гравюрам французских художников. В 1761 году его сменил Франц Конрад Линк (1730—1793), который изготавливал портретные бюсты и фигурки танцовщиц в неоклассическом стиле. В 1758—1764 годах во Франкентале работал Иоганн Фридрих Люк (1727—1797), в 1767 году на мануфактуру прибыл Карл Готтлиб Люк, который в 1761—1766 годах работал в Майсене.
Самыми успешными в деятельности мануфактуры были 1762—1770 годы. Продукция достигла высокого качества и частично сохранила французские традиции Страсбурга. С 1770 года все предметы маркировались датой. Наиболее известным скульптором стал Иоганн Петер Мельхиор (1742—1825), который работал также в Хёхсте и Нимфенбурге, в 1779—1793 годах — во Франкентале. Индивидуальный стиль Мельхиора оказал заметное влияние на продукцию Франкенталя и отчасти схож с тем, что делал Этьен Морис Фальконе в Севре. Мельхиор создавал портретные бюсты, аллегорические фигуры, сентиментальные фигурки детей, рельефные медальоны из бисквита, в том числе с портретом И. В. фон Гёте, который очень нравился самому поэту.
Коллекции франкентальского фарфора можно увидеть в Музее Рейсс-Энгельхорна в Мангейме, Пфальцском музее в Гейдельберге, Историческом музее Пфальца в Шпайере и Баварском национальном музее в Мюнхене. Работы братьев Пауля и Иоганна Ханнонгов экспонируются в Музее декоративного искусства в Страсбурге и в Музее в Гертвиллере.

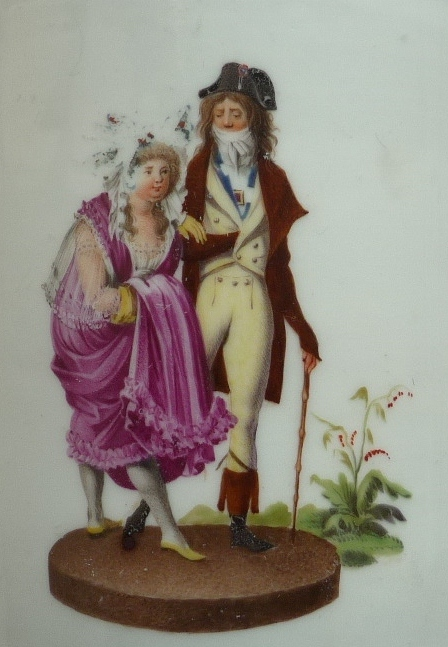
Деталь росписи кувшина по гравюре Карла (Шарля) Верне
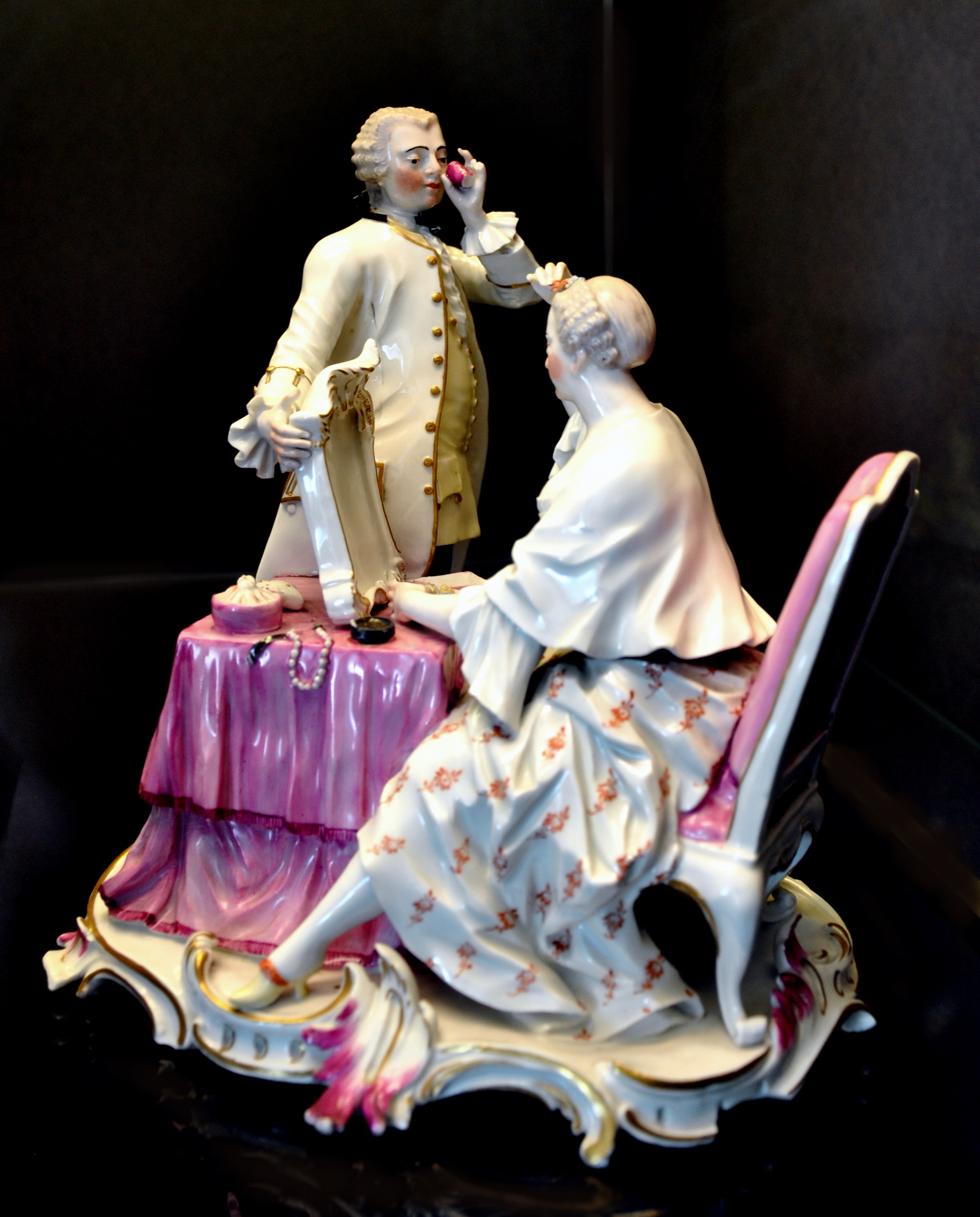
Дама у зеркала и кавалер с моноклем. Ок. 1760 г. По модели И. Ф. Люка
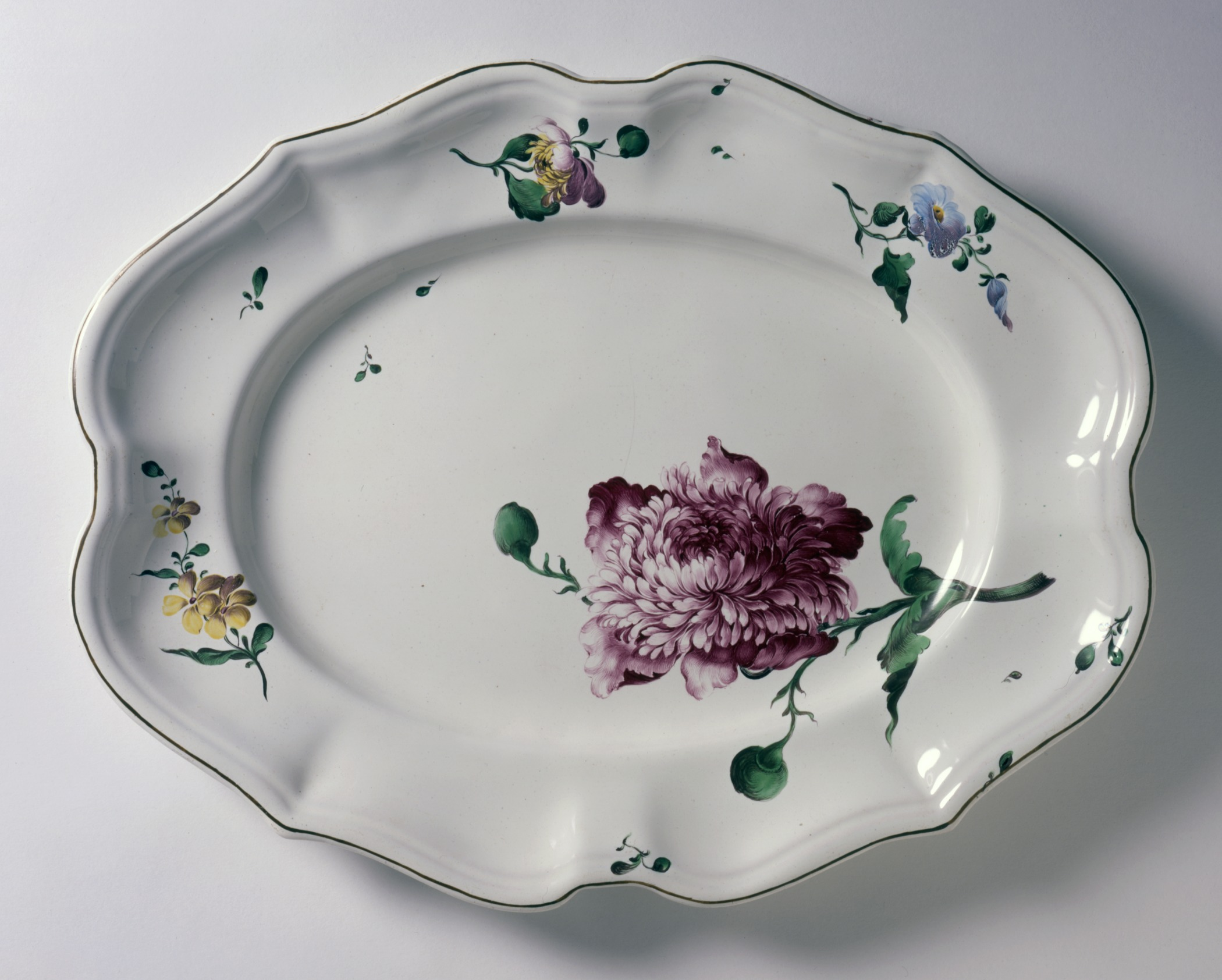
«Поднос с пионом»
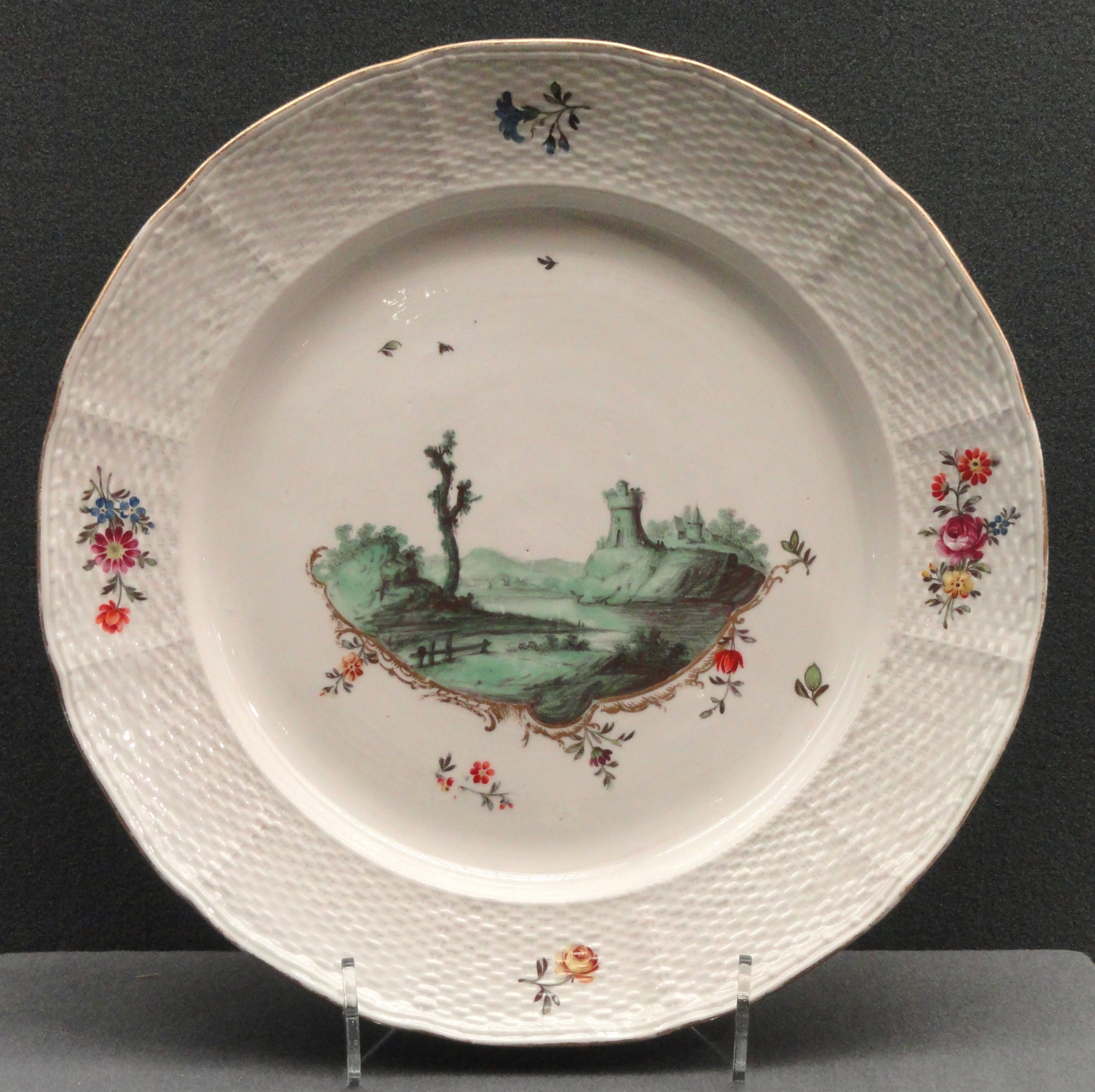
«Тарелка с зелёным пейзажем». Ок. 1778 г.
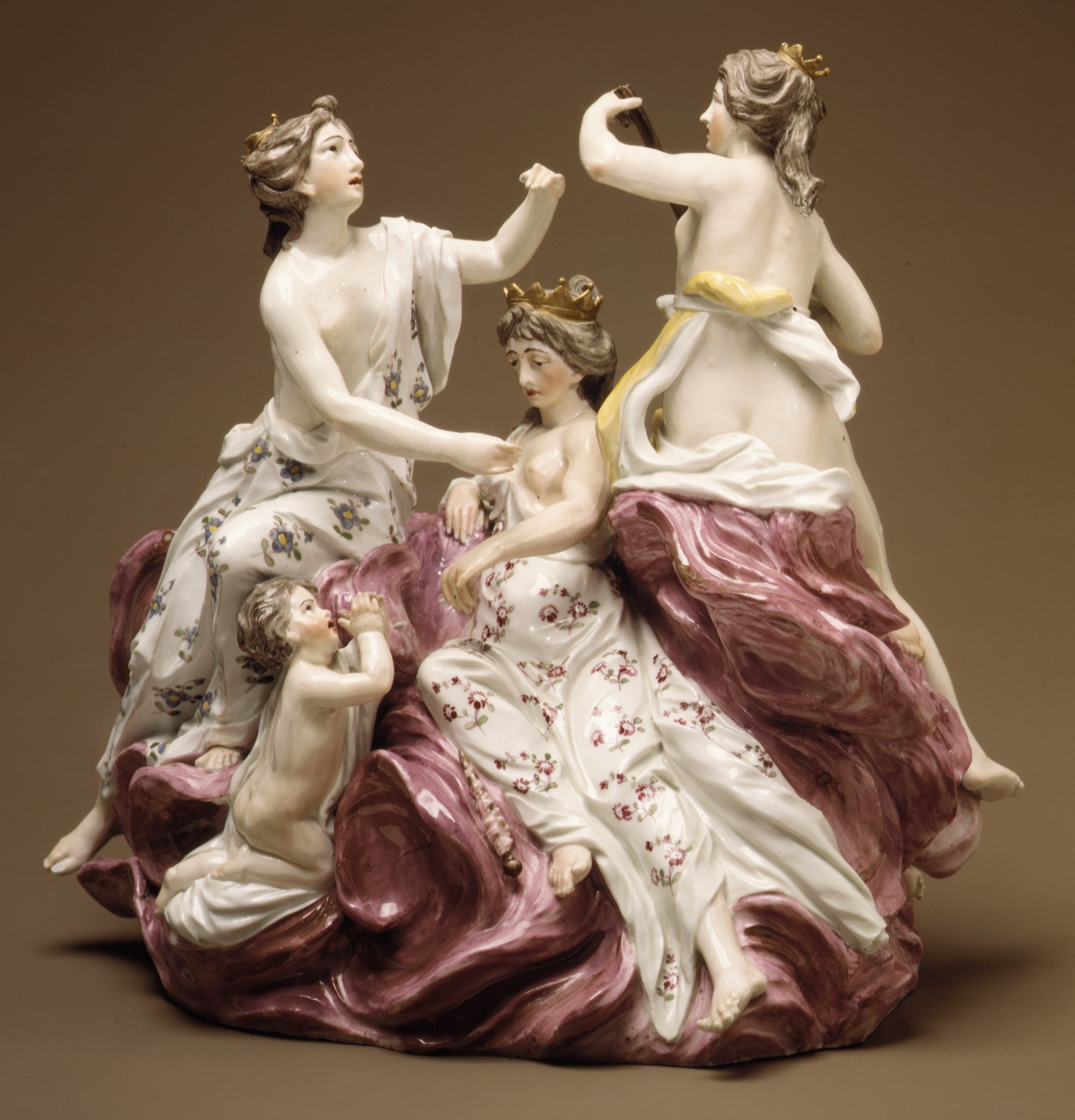
Три мойры (богини судьбы). 1773
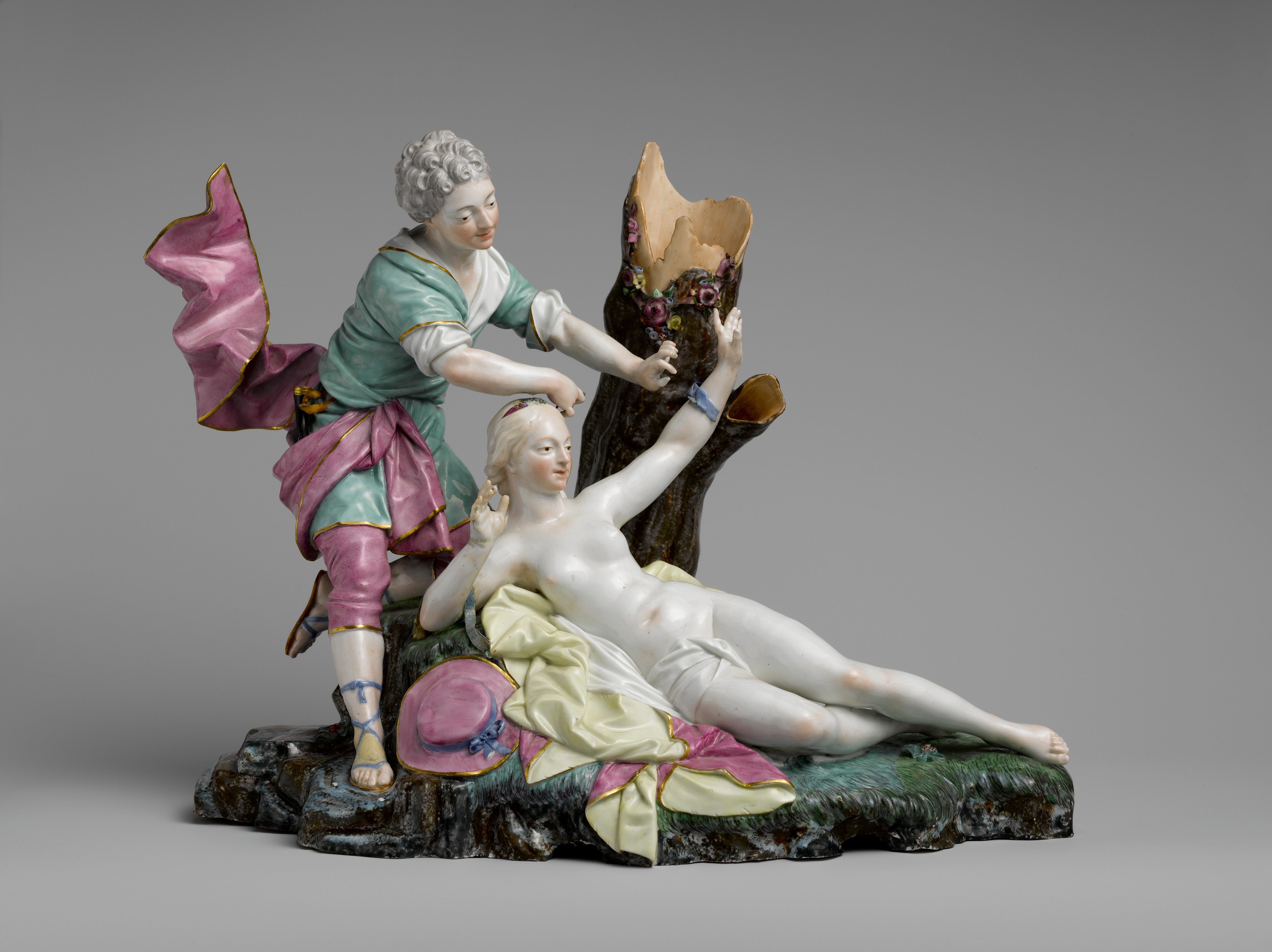
Аминтас освобождает Сильвию. По модели И. П. Мельхиора (повторение модели в Хёхсте). Ок. 1779 г.
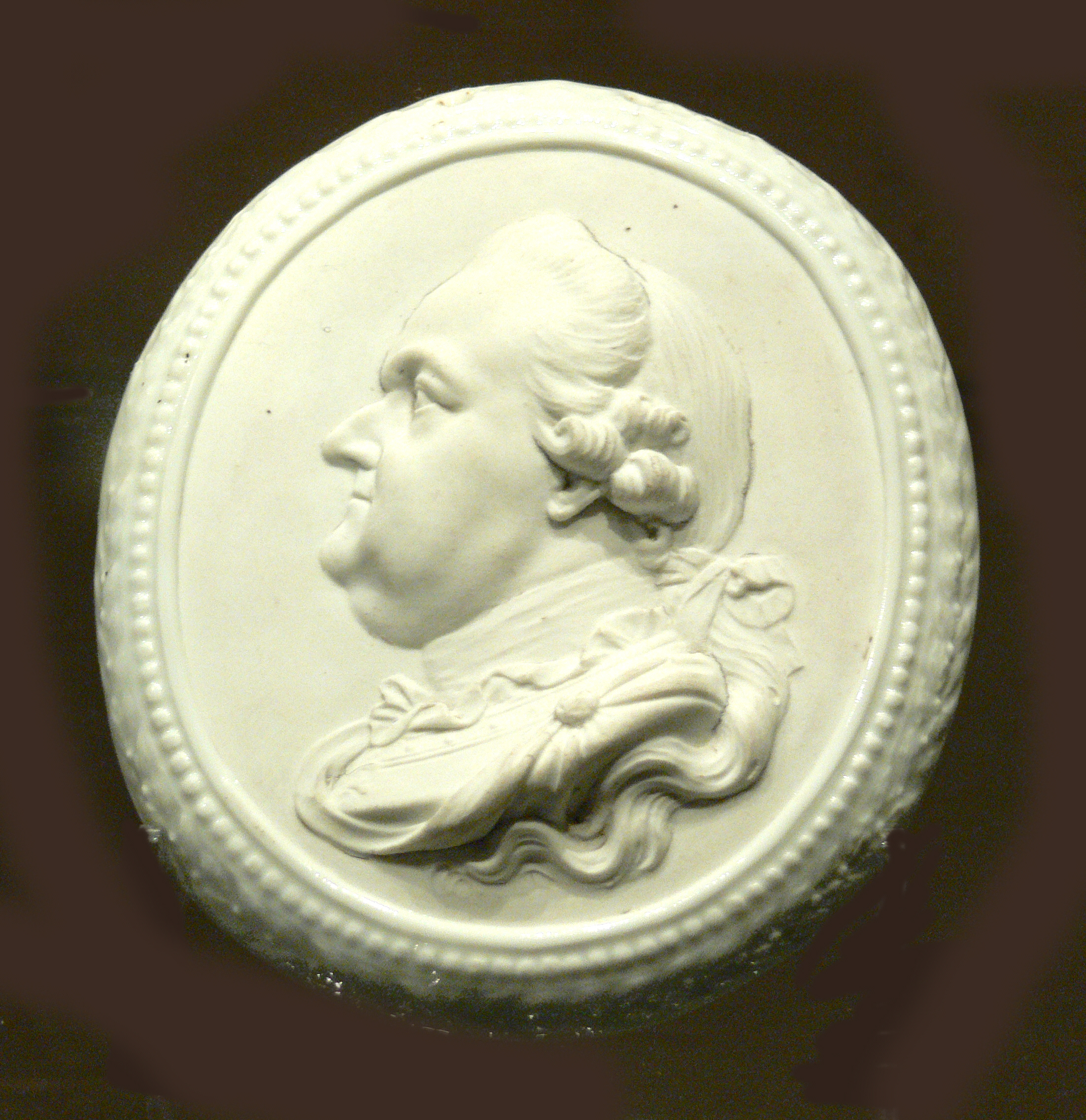
Медальон с профилем курфюрста Карла Теодора. Бисквит
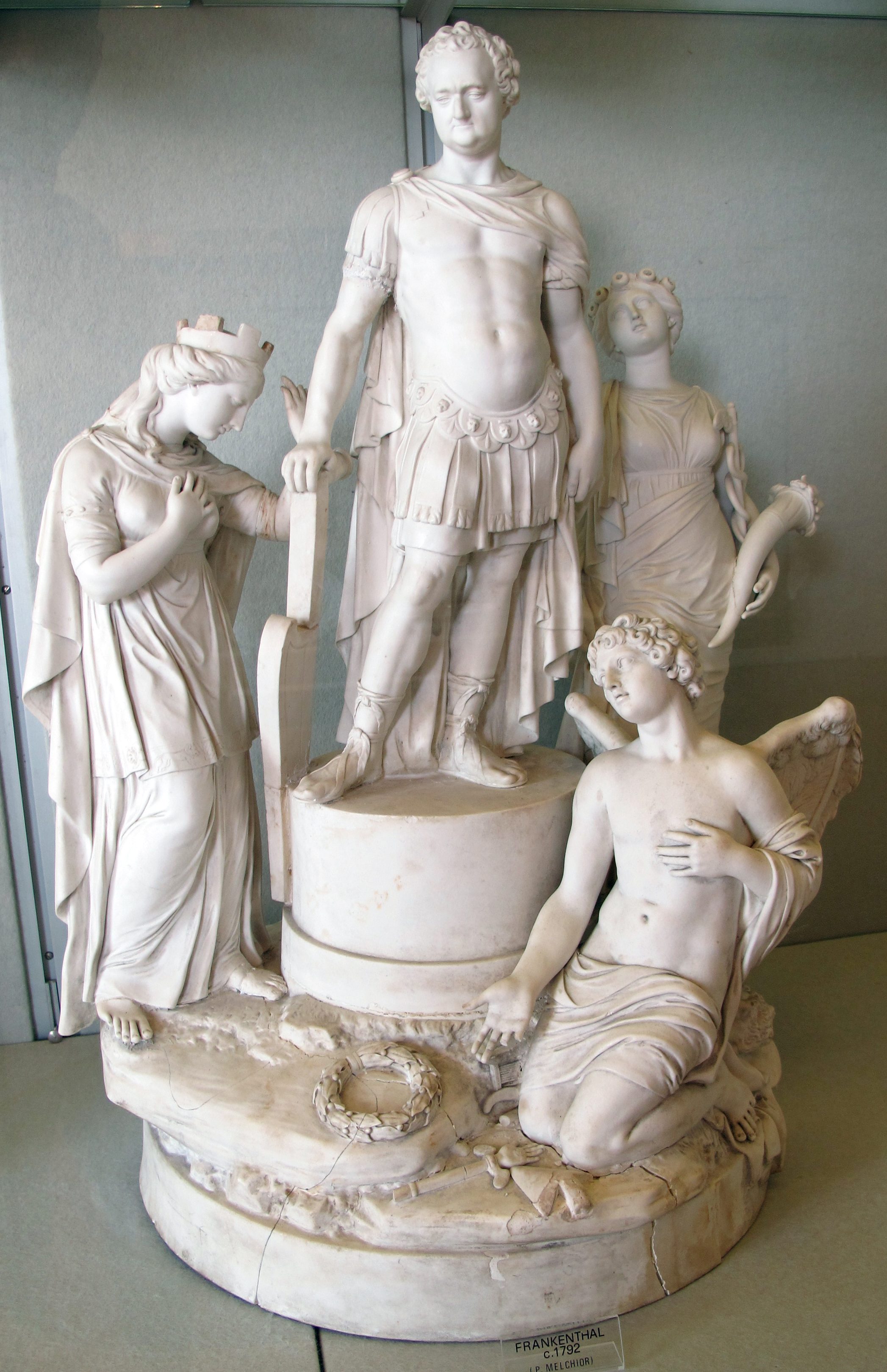
Аллегория славы курфюрста. 1790—1800. Бисквит